# یوزف دوستال (قایقران)
یوزف دوستال (انگلیسی: Josef Dostál؛ زادهٔ ۳ مارس ۱۹۹۳) ورزشکار اهل جمهوری چک است.
وی در مسابقات کشوری و بین‌المللی در مجموع برندهٔ ۹ مدال طلا، ۵ مدال نقره، ۶ مدال برنز شده‌است.